# Philippe Gomès
Philippe Gomès (Alger, Algèria, 27 d'octubre del 1958) és un polític caldoche de Nova Caledònia. El seu pare era un policia pied-noir que marxà d'Algèria el [1962 cap a Cherbourg-Octeville fins que el 1974 es va instal·lar definitivament a Nova Caledònia. Es llicencià dret a la Universitat de Niça el 1981 i el 1982 va obtenir plaça de funcionari al territori, però la deixà uns anys més tard per a dedicar-se a la política.
El 1984 ingressà al RPCR de Jacques Lafleur i fou ministre de treball durant el govern de Dick Ukeiwé de 1984-1985 i director de l'Agence de développement rural et d'aménagement foncier (ADRAF) el 1986. A les eleccions provincials de Nova Caledònia de 1989 fou elegit diputat per la Província del Sud i alcalde de La Foa, on hi organitzà cada any un festival de cinema. Deixà el càrrec d'alcalde el 2008.
Des del seu càrrec al Congrés de Nova Caledònia fou un dels signants de l'Acord de Nouméa, i com a conseller de treball fou l'artífex de l'acord social de 2001. Després entrà en conflicte amb el seu propi partit i fou un dels que l'abandonà per a fundar Avenir ensemble, partit amb què es va presentar a les eleccions provincials de Nova Caledònia de 2004, que saldà amb una gran victòria. Això li va permetre ser nomenat president del Congrés de Nova Caledònia.
Arran la crisi interna del partit pel suport a la candidatura de Nicolas Sarkozy a les eleccions presidencials franceses de 2007 va marxar del partit per a fundar Calédonie ensemble. A les eleccions provincials de Nova Caledònia de 2009, tot i els bons resultats, fou batut per Reagrupament-UMP i hagué de cedir la presidència provincial a Pierre Frogier, però el 5 de juny de 2009 fou nomenat cap de govern de Nova Caledònia.